# Мина Цариградски
Патријарх Мина (грч. Πατριαρχης Μηνας; умро 552.) је био цариградски патријарх у периоду од 536.-552. године. Православна црква га поштује као свеца и помиње га 25. августа (7. септембра) .
Био је презвитер у Цариграду и надзорник монаха Сампсона Гостољубивог, за време цара Јустинијана I. Након свргавања монофизитског јеретика Антима 536. године, презвитер Мина је уздигнут на патријаршијски престо Константинопоља. Његово освећење обавио је папа Агапит, који је тада био у Цариграду.
Одмах након ступања свеца на престо, 536. године одржан је сабор који је изопштио Антима и његове следбенике. Затим је 543. године цар Јустинијан издао свој едикт против Оригеновог учења, а сазван је и други сабор да га оповргне.
Патријарх Мина је управљао Цариградском црквом 16 година. Пред крај његове управе почео је да се распламсава расправа око учења тројице учитеља Сиријске цркве, Теодора из Мопсуета, Теодорита из Кира и Ива из Едесе - такозвани спор "Три главе". Свети Мина је потписао царски декрет којим је осудио ово учење, због чега га је папа Вигилије прво екскомуницирао, али је убрзо и сам прихватио царски декрет и заједништво је обновљено. 551. године, у наставку истог спора, поново је дошло до прекида између Римског и Цариградског престола, које је потом поново превазиђено .
Период патријарха Мине поклопио се са епохом бурне делатности цара Јустинијана. Константинопољ је био украшен низом изузетних храмова, укључујући чувени храм посвећен Преудрости Божјој Аја Софија. Свети Мина је мирно преминуо 552. године.